# Palakollu
Palakollu è una suddivisione dell'India, classificata come municipality, di 57.171 abitanti, situata nel distretto del Godavari Occidentale, nello stato federato dell'Andhra Pradesh. In base al numero di abitanti la città rientra nella classe II (da 50.000 a 99.999 persone).

## Geografia fisica
La città è situata a 16° 31' 60 N e 81° 43' 60 E e ha un'altitudine di 5 m s.l.m..

## Società

### Evoluzione demografica
Al censimento del 2001 la popolazione di Palakollu assommava a 57.171 persone, delle quali 28.364 maschi e 28.807 femmine. I bambini di età inferiore o uguale ai sei anni assommavano a 6.264, dei quali 3.150 maschi e 3.114 femmine. Infine, coloro che erano in grado di saper almeno leggere e scrivere erano 42.452, dei quali 22.286 maschi e 20.166 femmine.